# Mona Best
 (août 2023).
La mise en forme du texte ne suit pas les recommandations de Wikipédia : il faut le « wikifier ».
Les points d'amélioration suivants sont les cas les plus fréquents :
- Les titres sont pré-formatés par le logiciel. Ils ne sont ni en capitales, ni en gras.
- Le texte ne doit pas être écrit en capitales (les noms de famille non plus), ni en gras, ni en italique, ni en « petit »…
- Le gras n'est utilisé que pour surligner le titre de l'article dans l'introduction, une seule fois.
- L'italique est rarement utilisé : mots en langue étrangère, titres d'œuvres, noms de bateaux, etc.
- Les citations ne sont pas en italique mais en corps de texte normal. Elles sont entourées par des guillemets français : « et ».
- Les listes à puces sont à éviter, des paragraphes rédigés étant largement préférés. Les tableaux sont à réserver à la présentation de données structurées (résultats, etc.).
- Les appels de note de bas de page (petits chiffres en exposant, introduits par l'outil «  Source ») sont à placer entre la fin de phrase et le point final[comme ça].
- Les liens internes (vers d'autres articles de Wikipédia) sont à choisir avec parcimonie. Créez des liens vers des articles approfondissant le sujet. Les termes génériques sans rapport avec le sujet sont à éviter, ainsi que les répétitions de liens vers un même terme.
- Les liens externes sont à placer uniquement dans une section « Liens externes », à la fin de l'article. Ces liens sont à choisir avec parcimonie suivant les règles définies. Si un lien sert de source à l'article, son insertion dans le texte est à faire par les notes de bas de page.
- La présentation des références doit suivre les conventions bibliographiques. Il est recommandé d'utiliser les modèles {{Ouvrage}}, {{Chapitre}}, {{Article}}, {{Lien web}} et/ou {{Bibliographie}}. Le mode d'édition visuel peut mettre en forme automatiquement les références.
- Insérer une infobox (cadre d'informations à droite) n'est pas obligatoire pour parachever la mise en page.

Pour une aide détaillée, merci de consulter Aide:Wikification.
Si vous pensez que ces points ont été résolus, vous pouvez retirer ce bandeau et améliorer la mise en forme d'un autre article.
Alice Mona Best, née Shaw le 3 janvier 1924 et morte le 9 septembre 1988, est la propriétaire du club de musique le Casbah Coffee Club (en) à Liverpool, qui sert de lieu de diffusion de la musique rock and roll à la fin années 1950 et 1960. Parmi les groupes à jouer à la Casbah figurent les Beatles, pour qui son fils Pete Best est alors le batteur. Mona a également eu deux autres fils, John Rory (né le 29 janvier 1945) et Vincent « Roag » Best (né le 21 juillet 1962) dont le père est le directeur musical Neil Aspinall.
Après être arrivé à Liverpool depuis son Inde natale, elle utilise ses gains au jeu pour acheter une maison en 1957. Elle ouvre ensuite le Casbah Coffee Club dans la cave de la maison. Il est alors conçu comme un club réservé aux membres pour ses fils et leurs amis et est souvent appelé The Casbah Club (en) ou The Casbah. En 2006, la propriété est classée au patrimoine de catégorie II.
Mona meurt le 9 septembre 1988 dans un hôpital de Liverpool après une crise cardiaque associée à une « longue maladie » non précisée.

## Jeunesse en Inde
Best est née le 3 janvier 1924, à Delhi, en Inde britannique, de parents anglais, Thomas (major du régiment irlandais) et Mary Shaw, . Elle est la plus jeune de quatre enfants dont Brian, Patrick et Aileen. À 17 ans, son premier fils Randolph Peter Scanland (plus tard surnommé Best) nait à Madras le 24 novembre 1941. Le père biologique de Pete est l'ingénieur maritime Donald Peter Scanland, décédé pendant la Seconde Guerre mondiale.
Mona s'entraîne avec la Croix-Rouge lorsqu'elle rencontre Johnny Best, issu d'une famille de promoteurs sportifs de Liverpool qui possèdait et dirigeait autrefois le stade de la ville (en). Au moment de leur rencontre, Best est officier servant comme instructeur et préparateur physique en Inde et champion de boxe poids moyen de l'armée britannique. Ils se marient le 7 mars 1944, à la cathédrale Saint-Thomas de Bombay (en) et ont un fils, John Rory Best, née le 29 janvier 1945. Moins d'un an plus tard, la famille prend la mer sur le Georgic et débarque à Liverpool pour s'y installer. Le navire accoste le 25 décembre.

## Déménagement à Liverpool
Faire partie de la famille de Best signifie que Mona est respectée dans le Merseyside, ce qui comprend la rencontre de personnalités sportives bien connues de l'époque et un traitement préférentiel lors de la réservation d'une table dans un restaurant ou d'une place au théâtre. Les Best vivent pendant une courte période dans la grande maison familiale à West Derby, qui s'appelait Ellerslie, mais elle se brouille avec la sœur de Johnny, Edna, qui en veut au choix d'épouse de son frère. La famille déménage ensuite dans un petit appartement sur Cases Street à Liverpool (au-dessus de la maison publique de Ma Edgerton), mais elle est toujours à la recherche d'une grande maison — comme elle en avait l'habitude en Inde — au lieu d'une petite maison jumelée, ce qui est répandu dans la région. Après avoir déménagé dans une maison de trois chambres à Princess Drive, elle persuade ses parents de quitter l'Inde et de vivre avec eux à Liverpool.
Après emmenagé au 17 Queenscourt Road en 1948, où les Best vivent pendant neuf ans, Rory voit une grande maison victorienne à vendre au 8 Hayman's Green en 1954 et en parle à sa mère. Cette place appartient auparavant à l'Occident Derby Conservative Club, et ne ressemble pas à beaucoup d'autres maisons familiales à Liverpool. En effet, la maison, construite vers 1860, est en retrait de la route, a 15 chambres et une acre de terrain. Toutes les pièces sont peintes en vert foncé ou marron, et le jardin est totalement envahi par la végétation,,.
Mona décore le salon dans un style oriental qui reflète sa propre éducation en Inde. Elle a auparavant essayé d'intéresser son mari à d'autres maisons, notamment un phare de Formby, un moulin à vent à St. Helens et une maison circulaire à Southport, que John n'aime pas et rejette.
De 1961 à 1962, Neil Aspinall devient bon ami avec Pete et loue ensuite une chambre dans la maison des Best. Il tombe amoureux de Mona et pendant cette période, lui fait un enfant : Vincent « Roag » Best, né le 21 juillet 1962. Trois semaines plus tard, le 16 août 1962, Pete est renvoyé des Beatles,. L'acte de naissance de Roag est enregistré le 31 août 1962, mentionnant son nom  « Vincent Rogue [sic] Best »et nommant John Best comme son père. Mona et Johnny se sépare à la fin des années 1950 ou au début des années 1960,.

## Le Casbah Coffee Club
Mona a l'idée du club après avoir regardé un reportage télévisé sur The 2i's Coffee Bar (en) dans le Soho de Londres, où plusieurs chanteurs ont été découverts. Elle décide d'ouvrir le Casbah Coffee Club — alors situé dans sa cave — le 29 août 1959, pour que les jeunes se rencontrent et écoutent la musique populaire de l'époque. Mona facture une demi-couronne par an pour l'adhésion £ — pour « éviter les éléments brutaux » — et sert des boissons non alcoolisées, des collations, des gâteaux et du café à partir d'une machine à expresso, qu'aucun autre club n'avait à l'époque,. Les disques pop actuels sont joués sur un petit tourne-disque Dansette (en), qui les amplifie à travers un haut-parleur de 3 pouces (76,2 mm).
Mona réserve le Les Stewart Quartet pour jouer la soirée d'ouverture avec George Harrison à la guitare, mais ils annulent l'évènement après que Stewart et Ken Brown se soient disputés. Stewart est fâché que Brown ait raté une répétition, car Brown aidait Mona à décorer le club. Comme 300 cartes de membre ont déjà été vendues, Harrison dit qu'il a deux amis dans un groupe appelé The Quarrymen, qui joueraient à la place.
John Lennon, Paul McCartney, Stuart Sutcliffe et Harrison allèrent au club pour organiser la soirée, ce que Mona accepte, mais elle a dit qu'elle devait d'abord finir de peindre le club. Tous les quatre ont pris des pinceaux et ont aidé Mona à finir de peindre les murs avec des araignées, des dragons, des arcs-en-ciel, des étoiles et un scarabée, qui survivent encore. Lennon était myope, confondant le brillant avec de la peinture en émulsion, qui mettait beaucoup de temps à sécher dans la cave sombre et humide. Cynthia Powell, plus tard l'épouse de Lennon, a peint une silhouette de Lennon sur le mur, qui est également toujours intact.
Les Quarrymen ont donné une série de sept concerts le samedi soir à La Casbah pour 15 shillings chacun, du 29 août à octobre 1959, mettant en vedette Brown, Lennon, McCartney et Harrison, mais sans batteur ni système de sonorisation.
Le concert de la soirée d'ouverture a réuni environ 300 adolescents locaux. Cependant, comme la cave n'était pas climatisée et que les gens dansaient, la température a augmenté jusqu'à ce qu'il devienne difficile de respirer. Comme il n'y avait pas d'amplification, Lennon persuada plus tard Mona d'embaucher un jeune guitariste amateur appelé Harry pour jouer un court set avant The Quarrymen, mais ce n'était que pour qu'ils puissent utiliser son amplificateur de 40 watts. Après le succès de la première nuit, Mona a donné une résidence à The Quarrymen et a payé l'ensemble du groupe 3 £ par nuit (équivalent à 100 £ en 2023).  Chaque samedi par la suite, les files d'attente s'allongeaient dans la rue, ce qui était financièrement bon pour Mona, car elle facturait un shilling d'admission en plus de la cotisation annuelle.
Pete étudiait à la Collegiate Grammar School lorsqu'il a décidé qu'il voulait faire partie d'un groupe de musique. Mona lui a acheté une batterie au magasin de musique Blackler et il a formé son propre groupe, The Black Jacks, que Chas Newby (en) et Brown ont rejoint, mais seulement après avoir quitté The Quarrymenn,,.
La raison de la sortie de Brown du groupe était qu'il s'était présenté le septième samedi soir de la résidence The Quarrymen à La Casbah avec la grippe. Mona lui ordonna de monter dans le salon pour se reposer, mais cela a provoqué une énorme querelle avec le reste du groupe lorsque Mona est venue les payer, car ils voulaient que l'argent de Brown soit partagé entre eux trois, puisqu'il n'avait pas joué. Mona a refusé, et donc les Quarrymen ont annulé leur résidence et sont partis en colére. Colin Manley, de The Remo Four, a également reçu une réservation pour jouer dans le club, qui était le seul lieu où les jeunes groupes amateurs pouvaient jouer à l'époque. D'autres groupes comme The Searchers et Gerry and the Pacemakers ont joué plus tard au club. Les Black Jacks sont devenus le groupe résident de la Casbah, bien que les Quarrymen y aient parfois joué à nouveau et s'y soient souvent rendus. C'est au Casbah Club que Lennon et McCartney ont convaincu Sutcliffe d'acheter une guitare basse Höfner et de rejoindre The Quarrymen.
Bien que la liste des membres ait ensuite grimpé à plus d'un millier, Mona a fermé le club le 24 juin 1962, les Beatles étant le dernier groupe à se produire.
En 2006, l'ancienne cave à charbon de la famille Best a reçu le statut de bâtiment classé Grade II par English Heritage. Il a maintenant été ouvert en tant qu'attraction touristique à Liverpool, avec les anciennes maisons de Lennon et McCartney.

### The Beatles
Lorsque Pete est devenu membre des Beatles, Mona a essayé à plusieurs reprises d'obtenir pour le groupe une résidence à l'heure du déjeuner au Cavern Club en parlant au propriétaire, Ray McFall. Il refusa car The Cavern avait à l'époque une politique uniquement de jazz. Cela allait bientôt changer, car le rock devenait plus rentable. Brian Epstein a ensuite voulu gérer le groupe, et Mona a été sollicitée pour son avis, et bien qu'elle ait ses propres plans pour le groupe, elle a conclu qu'il serait bon pour eux au fil du temps.
Après que les Beatles ont signé un contrat de gestion avec Epstein, Mona n'a pas renoncé à son contrôle sur eux, car ils utilisaient son téléphone pour appeler des agents et dormaient fréquemment dans son salon entre les concerts. Elle aurait harcelé Epstein à propos de la qualité de leurs concerts et de sa gestion, ce qui a conduit celui ci à ne jamais la désigner par son nom, mais à l'appeler toujours par « cette femme ». Un musicien a fait remarquer que si Mona disait que c'était un dimanche alors que c'était mardi, on serait obligé d'être d'accord avec elle.

Après que Best, McCartney et Harrison aient été expulsés de Hambourg en novembre 1960, Mona y a passé de nombreux appels téléphoniques pour récupérer l'équipement du groupe et finalement réussi à le faire,,. Elle écrivit à Granada Television en 1961 dans le but d'obtenir une représentation pour le groupe dans l'émission de télévision People And Places, mais reçu une lettre lui disant qu'ils la contacteraient à l'avenir. Après que Pete fût renvoyé des Beatles le 16 août 1962, Mona fut citée par le biographe Hunter Davies (en) disant :

« Il avait [Pete] été leur manager avant que Brian [Epstein] n'arrive, faisait les réservations et encaissait l'argent. Je les considérais comme des amis. Je les avais tellement aidés, je leur avais fait des réservations, je leur avais prêté de l'argent. Je les ai nourris quand ils avaient faim. Je m'intéressais beaucoup plus à eux que leurs propres parents ».

## Des années plus tard
En 1967, lorsque les Beatles ont dû poser pour la photo de la couverture de Sgt. Pepper's Lonely Hearts Club Band, Lennon a demandé à Mona s'il pouvait emprunter les médailles de guerre que son père avait reçu en Inde pour la séance photo. Bien que toujours bouleversée par la façon dont Pete avait été renvoyé des Beatles, Mona a accepté, et les médailles lui furent ensuite rendues avec un trophée Cash Box qui se trouve dans la lettre « L » du logo fleuri des BEATLES sur la couverture. Mona n'a jamais ouvert d'autre club ni ne s'est engagée dans une autre entreprise commerciale, bien qu'elle ait eu des invités payants chez elle, qu'elle a partagés avec sa mère alitée et ses fils après qu'elle et son mari Johnny se soient séparés. Mona est décédée d'une crise cardiaque le 9 septembre 1988, après une longue maladie.